# Bryopolia chrysospora
Bryopolia chrysospora là một loài bướm đêm trong họ Noctuidae.